# 自主规制音
自主规制音指的是广播、电视等傳播媒體中出现不适宜公开播放的内容时，用来屏蔽相关语句的声音。

## 类型
自主规制音种类繁多。最为常见的自主规制音是1000Hz正弦波声音，也就是所谓的“哔——”音。而“消音”的方式也比较常见。

## 作用
一般地，使用自主规制音分为以下几种情况：

部分电视台会在当事人说出不适宜公开播放的语句时，将其口部遮挡，以避免观众通过口型读出相应语句。

- 保护个人隐私。比如节目中的对话出现当事人的姓名等个人信息，有时为了保护其隐私，而将对话中提到的相关个人信息屏蔽。
- 避免敏感话题。节目播出机构出于审查的目的，可能会将一些不宜公开讨论的政治话题或文化话题消音。
- 消除脏话脏字及色情内容。大部分国家均有广播电台或电视台在一定时段、一定类型频道内播出的节目不允许出现脏话及色情内容的规定，但节目中人物可能会说出一些不雅的言辞，这些话也会被处理。
- 规避版权问题。部分节目会提及其它节目或者商品的名字，为了避免版权纠纷而将相关内容屏蔽。
- 用於聆聽考試上。當話語內容說完題目後，多數會播放此音，例如在小學TSA及中學文憑試中。

自主规制音通常通常被用于屏蔽一些不适宜公开播放的语句（如粗口、色情等）及部分涉及个人隐私的内容。有时为了达到完全屏蔽的效果，在电视上还可能会在当事人说出相应语句时对其口部进行遮挡。而相应字幕也会进行处理，如将“fuck”替换为“f**k”，或是干脆不显示。
有些作品在广播电视媒体播放时会加入自主规制音，但会发行没有自主规制音的光盘（如动画《妄想学生会》）。
部分视频制作者在制作视频时也会故意加入自主规制音，以达到搞笑、讽刺等效果（如动画《幸運☆星》中提及大量其它ACG作品时，会被不同音效屏蔽，既避免了版权纠纷，又达到幽默效果）。此外，在平面或者网络媒体中，有时“自主规制音”也会被用于替代部分粗口字词，如“日了狗了”经常会被写作“哔了狗了”。
少數的特殊案例如《海綿寶寶》台灣版，在消音時沒有發出任何如“哔——”的效果音，而是在字幕的部分則用白色方塊給覆蓋掉。